# 布朗克福尔 (热尔省)
布朗克福尔（法語：Blanquefort，法語發音：[blɑ̃kfɔʁ]）是法国热尔省的一个市镇，位于该省东部，属于欧什区。

## 地理
布朗克福尔（43°40'28"N, 0°48'32"E）面积3.33 平方千米，位于法国奧克西塔尼大區热尔省，该省份为法国西南部内陆省份，北起顺时针与洛特-加龙省、塔恩-加龙省、上加龙省、上比利牛斯省、大西洋比利牛斯省和朗德省接壤。
与布朗克福尔接壤的市镇（或旧市镇、城区）包括：昂桑、欧比耶、圣玛丽、圣索维。

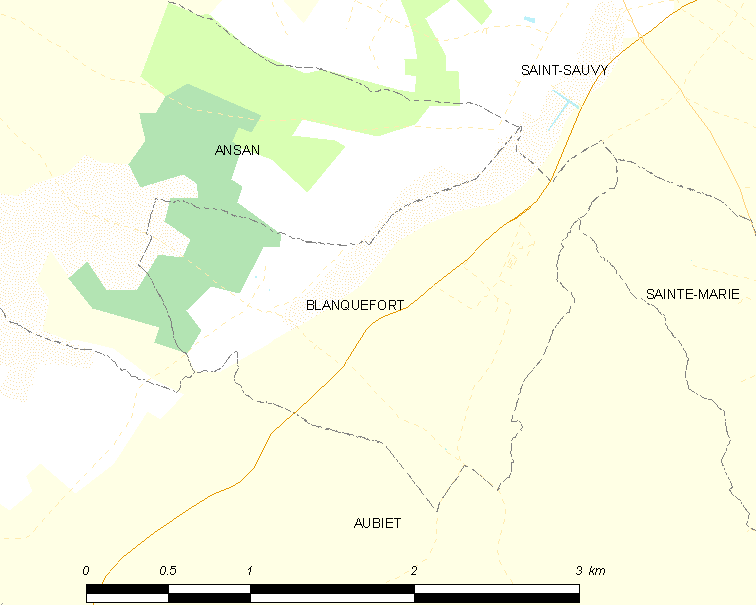
的OSM定位图

布朗克福尔的时区为UTC+01:00、UTC+02:00（夏令时）。

## 行政
布朗克福尔的邮政编码为32270，INSEE市镇编码为32056。

## 政治
布朗克福尔所属的省级选区为欧什第二县。

## 人口

1962-2008年间人口变化图示

布朗克福尔于2022年1月1日时的人口数量为43人。